# Murray Melvin
Murray Melvin   (Hampstead, 10 d'agost de 1932 - Hospital Saint Thomas, 14 d'abril de 2023) va ser un actor de teatre i de cinema britànic. Va rebre el Premi d'interpretació masculina al Festival de Canes 1962 per A Taste of Honey de Tony Richardson.

## Biografia
Fou principalment un actor teatral: va ser protagonista de la pel·lícula Sapore de mel i la seva interpretació li va valer el premi com a millor actor al Festival de Cannes del 1962; en els anys seixanta va actuar també en Alfie, de Lewis Gilbert.
En el decenni següent va treballar en la pel·lícula The Devils de Ken Russell, en el paper de pare Mignon, i Barry Lyndon de Stanley Kubrick, en el rol del reverend Runt.
Entre les seves últimes interpretacions, hom recorda les pel·lícules The Emperor's New Clothes (2001) i The Phantom of the Opera, de Joel Schumacher.

## Filmografia seleccionada
Filmografia:
- 1961: A Taste of Honey de Tony Richardson
- 1962: H. M. S. Defiant de Lewis Gilbert
- 1966: Alfie de Lewis Gilbert
- 1966: Calidoscopi (Kaleidoscope) de Jack Smight
- 1968: The Fixer de John Frankenheimer
- 1970: Start the revolution without me de Bud Yorkin
- 1971: El xicot (The Boyfriend) de Ken Russell
- 1971: The Devils de Ken Russell
- 1973: Ghost in the Noonday Sun de Peter Medak
- 1974: Ghost Story de Stephen Weeks
- 1975: Barry Lyndon de Stanley Kubrick
- 1977: Joseph Andrews de Tony Richardson: Beau Didapper
- 1978: El príncep i el captaire (Crossed swords) de Richard Fleischer
- 1986: Comrades de Bill Douglas
- 1987: Funny Boy de Christian Le Hemonet
- 1987: Testimony de Tony Palmer
- 1988: Little Dorrit de Christine Edzard
- 1990: The Krays de Peter Medak
- 2004: The Phantom of the Opera de Joel Schumacher
- 2006: Tom's Christmas Tree (TV) de Robert Worley

## Premis
- Festival de Canes 1962: Premi d'interpretació masculina per Un gust de mel de Tony Richardson, ex æquo amb Dean Stockwell, Jason Robards i Ralph Richardson, que l'han obtingut per Llarg viatge cap a la nit de Sidney Lumet.